# Nico Beigang
Nico Beigang (* 24. August 1982) ist ein deutscher Fußballspieler.

## Karriere
Beigang begann seine Profikarriere beim SV Darmstadt 98 in der Regionalliga Süd, als er am 3. Mai 2001 zum ersten Mal eingesetzt wurde. Sein erstes Tor schoss er am 27. Juli 2002, das erste Spiel von Beginn an machte er bei der 1:3-Niederlage seines Vereins gegen den FC Augsburg am 12. April 2003.
Seinen Durchbruch schaffte er nach dem Abstieg und der darauffolgenden Saison 03/04 in der Oberliga Hessen, in der er in 33 Spielen 14 Tore erzielte und hatte somit maßgeblichen Anteil am direkten Wiederaufstieg, unter Trainer Bruno Labbadia.
Es folgte zwei relativ erfolgreiche Jahre in der Regionalliga mit zwei 5. Plätzen unter Labbadia, in denen er 62 Einsätzen 18 Tore erzielte und man jeweils knapp am Aufstieg scheiterte. In der darauf folgenden Abstiegssaison war er der erfolgreichste Torschütze seines Team, ihm gelangen 12 Tore in 31 Partien, jedoch reichten diese nicht um den Abstieg zu verhindern. Hinzu kam noch ein DFB-Pokal-Spiel in dem man knapp mit 0:1, durch ein Tor von Yildiray Bastürk in der 80. Minute, dem damals starken Bundesligisten Hertha BSC unterlag.
Nach dem erneuten Abstieg Darmstadts in die Hessenliga wechselte Beigang zu den Stuttgarter Kickers, wo er sich jedoch nicht durchsetzen konnte und daher am 20. Januar 2008 zum SSV Jahn Regensburg ging. Dort gelang die Qualifikation zur neu geschaffenen 3. Liga.
Anfang Februar 2010 wechselte Beigang zu den Sportfreunden Lotte in die Regionalliga West. Dort erhofft er sich in der Rückrunde mehr Spielzeit als zuletzt in Regensburg. Zur Saison 2010/11 wechselte er allerdings schon wieder den Verein und schloss sich dem Süd-Regionalligisten SpVgg Weiden an. Im Dezember 2010 stellte die SpVgg aufgrund finanzieller Probleme den Spielbetrieb ein. Daraufhin beendete Beigang seine Profikarriere und schloss sich zur Rückrunde dem bayrischen Landesligisten DJK Vilzing an.
Zur Saison 2011/12 wechselte der Angreifer zum FC Tegernheim in die Bezirksoberliga Oberpfalz. Mit 28 Toren in 27 Spielen führte er den Verein zur Vizemeisterschaft hinter dem FC Amberg und zum Aufstieg in die Landesliga Mitte. Im Sommer 2012 übernahm Beigang das Amt des Spielertrainers bei Freier TuS Regensburg. Nach dem Abstieg aus der Landesliga 2013 gelangen ihm in der Bezirksligasaison 2013/14 in 27 Spielen 39 Tore, mit dem vierten Tabellenplatz wurde der Wiederaufstieg jedoch verpasst. Nach drei Jahren in Regensburg schloss sich Beigang 2015 als Spieler dem Bayernligisten TSV Bogen an. Im Januar 2017 wechselte Beigang zur SpVgg Plattling in die Bezirksliga Niederbayern West, um den Verein im Kampf um den Klassenerhalt zu unterstützen.
In seiner Karriere absolvierte Beigang 47 Spiele in der 3. Liga, in denen er acht Tore erzielte. Darüber hinaus kam er auf insgesamt 202 Regionalligaspiele und schoss dabei 53 Tore.